# LEGO Winterdorp
Winterdorp (Engels: Winter Village) is een serie van wintersets binnen de Creator Expert lijn van LEGO. De serie werd geïntroduceerd in 2009 en is gericht op (jong)volwassenen. De sets in de serie zijn hoofdzakelijk gebouwen, maar er is ook een treinset. De gebouwen worden gekenmerkt door hun witte daken en lichtblokje. Tevens is dit niet bij alle gebouwen het geval, zoals het postkantoor en de dorpsmarkt. Verder zijn de gebouwen vergelijkbaar met poppenhuizen (in tegenstelling tot de modulaire gebouwen). Zo hebben ze een open achterkant en zijn de verdiepingen niet afneembaar.

## Sets

### 10199: Toy Shop
De eerste set in de serie was een speelgoedwinkel, en werd uitgebracht in 2009. De winkel is gevestigd op de begane grond van het gebouw. In de toren van het gebouw bevindt zich een werkplaats voor de fabricatie van speelgoed. Naast het gebouw is er een grote kerstboom en een bankje met een lantaarnpaal.

### 10216: Bakery
De tweede set was een bakkerij, en werd uitgebracht in 2010. Naast de bakkerij bevatte de set ook een kerstboomkraam en een bevroren plas water.

### 10222: Post Office
De derde set was een postkantoor, en werd uitgebracht in 2011. De set bestaat uit een postkantoor, een postauto en een muziektent. Opvallend aan deze set is de saxofoon opgebouwd uit blokjes. Het saxofoonblokje werd namelijk pas in 2014 geïntroduceerd.

### 10229: Cottage
De vierde set was een dorpshuisje, en werd uitgebracht in 2012. Het huisje is opgedeeld in een woonkamer, keuken en slaapkamer. Naast het huisje is er een sneeuwschuiver, een houthok en een iglo.

### 10235: Market
De vijfde set was een dorpsmarkt, en werd uitgebracht in 2013. De markt bestaat uit een carrousel, vier kraampjes en een bankje met lantaarnpaal. Bij drie van de vier kraampjes kunnen diverse producten gekocht worden. Bij het vierde kraampje kunnen ballen gegooid worden in ronddraaiende bekers. Dit kraampje is geïntegreerd met het carrousel, zodat de carrousel en de bekers via dezelfde zwengel aangedreven kunnen worden.

### 10245: Santa's Workshop
De zesde set was de werkplaats van de Kerstman, en werd uitgebracht in 2014. De set bestaat uit de werkplaats en de kerstslee van de Kerstman. In de toren van het gebouw is de kamer van de Kerstman overspoeld met brieven. Voor de productie van speelgoed is er een productiemachine met een lopende band. De slee is voorzien van vier rendieren en er is ook een rendierkalf.

### 10249: Toy Shop
De zevende set was een heruitgave van de eerste set in de serie, de speelgoedwinkel, en werd uitgebracht in 2015. De set is grotendeels hetzelfde als het origineel, maar er zijn een aantal meer steentjes en twee extra minifiguren.

### 10254: Holiday Train
De achtste set was een kersttrein, en werd uitgebracht in 2016. De trein bestaat uit een stoomlocomotief, tender, vrachtwagon en caboose/passagierswagon. Op de vrachtwagon staat een kerstboom die ronddraait als de trein in beweging is, door middel van een tandwieloverbrenging met de treinwielen. De trein wordt geleverd zonder Power Functies en is niet ontworpen met motorisering in gedachten.

### 10259: Train Station
De negende set was een treinstation, en werd uitgebracht in 2017. De set is opgebouwd uit een treinstation, een stuk rechte rails met spoorwegovergang en een autobus. Het treinstation is voorzien van een kloktoren, en aan de binnenkant van een kaartjesloket en koffieautomaat. De autobus is voorzien van een afneembaar dak en een deur aan de rechterzijde.

### 10263: Fire Station
De tiende set was een brandweerkazerne, en werd uitgebracht in 2018. De set bestaat uit een brandweerkazerne, brandweerwagen, bevroren fontein, kerstboom en bankje met lantaarnpaal. De brandweerwagen kan geplaatst worden in de kazerne, maar steekt voor de helft uit vanwege de beperkte diepte van het gebouw.

### 10267: Gingerbread House
De elfde set was een peperkoekenhuisje, en werd uitgebracht in 2019. Dit model vierde het tienjarige bestaan van de serie. Het huisje lijkt op een peperkoekhuisje en ook de minifiguren zien eruit alsof ze van peperkoek zijn. Er zijn vier ruimtes in het huisje, welke verdeeld zijn over twee verdiepingen. Op de begane grond bevinden zich de woonkamer en de keuken. Verder huisvest de eerste verdieping de badkamer en de slaapkamer. Naast het huisje bevat de set een kerstboom en een aantal speelgoedrecreaties.

### 10275: Elf Club House
De twaalfde set was een clubhuis van de elven van de kerstman. Dit set werd uitgebracht in 2020. Het huisje heeft twee verdiepingen: een algemene begane grond en een eerste verdieping met een driedubbel stapelbed. Ook is het huisje voorzien van een scharnierende schoorsteen met wafeloven. De minifiguren zijn voorzien van een speciale hoed met elfenoren, en het rendier heeft een slee. Het set is ontworpen door Chris McVeigh. In een interview gaf hij aan dat de architectuur van het gebouw geïnspireerd is op chalets en tudorstijl huizen. Naast het huisje bevat de set een kerstboom vol versieringen, verschillende cadeautjes, een door raketten aangedreven slee en een computer.

### 10293: Santa's Visit
De dertiende set was een dorpshuisje, en werd uitgebracht in 2021. De set is het tweede dorpshuisje in de serie; de eerste zijnde het dorpshuisje uit 2012. De ontwerper van de set is Chris McVeigh, welke ook het Elven clubhuis uit 2020 heeft ontworpen. Het huisje bestaat uit een begane grond met een open vloerplan, onderverdeeld in een keuken, eettafel en woonkamer. Op de eerste verdieping is een kleine slaapkamer die uitkijkt over de woonruimte. Het huis is ook voorzien van een schoorsteen, met voldoende ruimte voor de kerstman om doorheen te glijden. Naast het huisje bevat de set een kerstboom die op kan lichten, verschillende cadeautjes, en een besneeuwde poort met brievenbus.

### 10308: Holiday Main Street
De veertiende set was een winkelstraat met tram en tramhalte. De set werd uitgebracht in 2022. Het ene gebouw in de winkelstraat heeft een muziekwinkel op de begaande grond, en op de eerste verdieping de keuken van een appartement. Het andere gebouw heeft een speelgoedwinkel op de begaande grond, en op de eerste verdieping een slaapkamer. De tram kan gemotoriseerd worden met Powered Up.

### 10325: Alpine Lodge
De vijftiende set was een skihut met buitentoilet en bevroren vijver. De set werd uitgebracht in 2023. Op de begaande grond steekt de vloer van de skihut verder uit om ruimte te bieden voor een zithoek bij de open haard. De eerste verdieping is voorzien van twee bedden en een open haard. De open haard op de begaande grond en de eerste verdieping kan oplichten via een ingebouwd lichtblokje. Aan de voorzijde van het gebouw is de eerste verdieping voorzien van een balkon. Op zolder is een derde bed voorzien.

### 10339: Santa's Post Office
De zestiende set was het postkantoor van de kerstman met een luchtballon. De set werd uitgebracht in 2024. Het gebouw bestaat uit een begaande grond en een zolderkamer. Op de begaande grond bevindt zich een studeerkamer en een sorteerkamer voor de post; op de zolder bevindt zich een schrijfkamer. Boven de ingang is ook een landingsplatform voor de luchtballon. De speelfunctie van de set is een systeem van hellingbanen die de postbrieven de sorteerkamer in loodst. In de luchtballon is een lichtblokje ingebouwd om de brander na te bootsen. Verder zijn er vijf minifiguren, namelijk de kerstman en vier elven.

## Overzicht
Onderstaand een tabel van de sets.
| Nummer: | Set naam:           | Steentjes: | Adviesprijs: | Aantal figuren: | Jaar: |
| ------- | ------------------- | ---------- | ------------ | --------------- | ----- |
| 10199   | Toy Shop            | 815        | €59,99       | 7               | 2009  |
| 10216   | Bakery              | 687        | €59,99       | 7               | 2010  |
| 10222   | Post Office         | 822        | €69,99       | 7               | 2011  |
| 10229   | Cottage             | 1490       | €99,99       | 8               | 2012  |
| 10235   | Market              | 1261       | €99,99       | 9               | 2013  |
| 10245   | Santa's Workshop    | 883        | €74,99       | 6               | 2014  |
| 10249   | Toy Shop            | 898        | €79,99       | 8               | 2015  |
| 10254   | Holiday Train       | 734        | €104,99      | 5               | 2016  |
| 10259   | Train Station       | 902        | €74,99       | 5               | 2017  |
| 10263   | Fire Station        | 1166       | €99,99       | 6 + 1           | 2018  |
| 10267   | Gingerbread House   | 1477       | €99,99       | 2               | 2019  |
| 10275   | Elf Club House      | 1197       | €89,99       | 4               | 2020  |
| 10293   | Santa's Visit       | 1445       | €89,99       | 4               | 2021  |
| 10308   | Holiday Main Street | 1514       | €99,99       | 6               | 2022  |
| 10325   | Alpine Lodge        | 1517       | €99,99       | 5               | 2023  |
| 10339   | Santa's Post Office | 1440       | €99,99       | 5               | 2024  |

## Tijdlijn
Onderstaand een tijdlijn van de sets.